# Indice di povertà umana
L'Indice di povertà umana (IPU) fu introdotto dalle Nazioni Unite per integrare lo strumento dell'Indice di sviluppo umano (ISU) e usato, per la prima volta, parte del Rapporto sullo sviluppo umano nel 1997. Nel 2010 è stato sostituito dall'Indice multidimensionale di povertà.
L'HPI si concentra sulla deprivazione di tre parametri essenziali della vita umana, già presi in considerazione dallo Indice di sviluppo umano: speranza di vita, istruzione e standard di vita.

## Paesi in via di sviluppo (IPU-1)
Il sito Rapporto sullo sviluppo umano riassume l'IPU come "a composite index measuring deprivations in the three basic dimensions captured in the human development index — a long and healthy life, knowledge and a decent standard of living" (un indice composito che misura la deprivazione di tre dimensioni essenziali già catturate dell'ISU: una lunga vita in salute, conoscenza, uno standard di vita dignitoso). 
In formula:
- HPI-1 = {\displaystyle \left[{\frac {1}{3}}\left(P_{1}^{\alpha }+P_{2}^{\alpha }+P_{3}^{\alpha }\right)\right]^{\frac {1}{\alpha }}}

{\displaystyle P_{1}}: Probabilità di non sopravvivenza fino a 40 anni (moltiplicato per 100)

{\displaystyle P_{2}}: Analfabetismo funzionale

{\displaystyle P_{3}}: Media non pesata della popolazione senza acqua e bambini sottopeso

{\displaystyle \alpha }: 3

## Per paesi selezionati OECD (IPU-2)
Il sito del Rapporto sullo sviluppo umano sintetizza la sua definizione come: "A composite index measuring deprivations in the four basic dimensions captured in the human development index — a long and healthy life, knowledge and a decent standard of living — and also capturing social exclusion" (un indice composito che misura la deprivazione di 4 dimensioni essenziali già catturate dell'ISU: una vita longeva e in salute, conoscenza, un dignitoso standard di vita, ma che cattura anche l'esclusione sociale.
In formula:
- HPI-2 = {\displaystyle \left[{\frac {1}{4}}\left(P_{1}^{\alpha }+P_{2}^{\alpha }+P_{3}^{\alpha }+P_{4}^{\alpha }\right)\right]^{\frac {1}{\alpha }}}

{\displaystyle P_{1}}: Probabilità di non sopravvivenza fino a 60 anni (times 100)

{\displaystyle P_{2}}: Analfabetismo funzionale

{\displaystyle P_{3}}: Popolazione sotto la linea di povertà (50% of median adjusted household disposable income)

{\displaystyle P_{4}}: Disoccupazione a lungo termine (ultimi 12 mesi)

{\displaystyle \alpha }: 3
L'ultimo resoconto, relativo al 2007–2008, presenta 22 paesi con Indice di sviluppo umano elevato:
| Posizione | Nazione     | IPU-2 | Sopravvivenza a 60 anni (%) | Analfabetismo funzionale (%) | Disoccupazione a lungo termine (%) | Popolazione sotto il 50% del reddito medio (%) |
| --------- | ----------- | ----- | --------------------------- | ---------------------------- | ---------------------------------- | ---------------------------------------------- |
| 1         | Svezia      | 6,3   | 6,7                         | 7,5                          | 1,1                                | 6,5                                            |
| 2         | Norvegia    | 6,8   | 7,9                         | 7,9                          | 0,5                                | 6,4                                            |
| 3         | Paesi Bassi | 8,1   | 8,3                         | 10,5                         | 1,8                                | 7,3                                            |
| 4         | Finlandia   | 8,1   | 9,4                         | 10,4                         | 1,8                                | 5,4                                            |
| 5         | Danimarca   | 8,2   | 10,3                        | 9,6                          | 0,8                                | 5,6                                            |
| 6         | Germania    | 10,3  | 8,6                         | 14,4                         | 5,8                                | 8,4                                            |
| 7         | Svizzera    | 10,7  | 7,2                         | 15,9                         | 1,5                                | 7,6                                            |
| 8         | Canada      | 10,9  | 8,1                         | 14,6                         | 0,5                                | 11,4                                           |
| 9         | Lussemburgo | 11,1  | 9,2                         | -                            | 1,2                                | 6,0                                            |
| 10        | Austria     | 11,1  | 8,8                         | -                            | 1,3                                | 7,7                                            |
| 11        | Francia     | 11,2  | 8,9                         | -                            | 4,1                                | 7,3                                            |
| 12        | Giappone    | 11,7  | 6,9                         | -                            | 1,3                                | 11,8                                           |
| 13        | Australia   | 12,1  | 7,3                         | 17,0                         | 0,9                                | 12,2                                           |
| 14        | Belgio      | 12,4  | 9,3                         | 18,4                         | 4,6                                | 8,0                                            |
| 15        | Spagna      | 12,5  | 7,7                         | -                            | 2,2                                | 14,2                                           |
| 16        | Regno Unito | 14,8  | 8,7                         | 21,8                         | 1,2                                | 12,5                                           |
| 17        | Stati Uniti | 15,4  | 11,6                        | 20,0                         | 0,4                                | 17,0                                           |
| 18        | Irlanda     | 16,0  | 8,7                         | 22,6                         | 1,5                                | 16,2                                           |
| 19        | Italia      | 29,8  | 7,7                         | 47.0                         | 3,4                                | 12,7                                           |

Non in lista: Islanda, Nuova Zelanda e Liechtenstein.